# کارین گامبیه
کارین گامبیه (فرانسوی: Karine Gambier‎) بازیگر اهل فرانسه است.
از فیلم‌هایی که وی در آنها نقش داشته‌است می‌توان به زنان زندانی بند ۹، شهوت و دو خواهر شریر اشاره کرد.